# اوندژی تونکا
اوندژی تونکا (چکی: Ondřej Tunka؛ زادهٔ ۲۹ سپتامبر ۱۹۹۰) قایقران اسلالوم اهل جمهوری چک است.
وی در مسابقات کشوری و بین‌المللی در مجموع برندهٔ ۹ مدال طلا، ۲ مدال نقره، ۳ مدال برنز شده‌است.